# Romano Fogli
Romano Fogli (21. leden 1938, Santa Maria a Monte, Italské království – 21. září 2021 Santa Maria a Monte, Itálie) byl italský fotbalový záložník. V nejvyšší lize odehrál 16 a celkem za kariéru 19 sezon.
Fotbalovou kariéru začal již od mala v Turíně. První zápas odehrál již v 18 letech v roce 1956. Za býky hrál další dvě sezony a v roce 1958 odešel do Bologne. Zde strávil deset sezon. Za tuhle dobu získal jeden titul (1963/64) a také hrál dvakrát za sebou finále o Středoevropský pohár, který v 1961 vyhrál. V roce 1964 byl zapleten do dopingového případu . Spolu sním byli v podezření i jeho čtyři spoluhráči. Nakonec bylo rozhodnutí zcela zrušeno odvolacím soudem. V roce 1968 přestoupil do Milána aby vyztužil záložní řadu, která byla ve složení Rivera, Lodetti a Trapattoni. V Miláně působil dva roky a získal s ní Pohár PMEZ 1968/69 a také Interkontinentální pohár 1969. Kvůli příchodům nových hráčů se rozhodl odejít z Milána do Catanie. Uhrál ještě jednu sezonu v nejvyšší lize a po třech sezonách ve druhé lize se po celkem 563 utkání rozhodl ukončit kariéru.
Za reprezentaci odehrál 13 utkání. Byl i na MS 1966 kde nastoupil do jednoho utkání.
Po fotbalové kariéře se stal trenérem, které se věnoval do roku 2000, když skončil v roli asistenta u Fiorentiny. Hlavním trenérem byl u 11 klubů a největšího úspěchu zaznamenal v sezoně 1980/81 když vyhrál třetí ligu s Reggianou. Když byl i reprezentace trenér Trapattoni, tak byl pozorovatelem hráčů 

## Hráčská statistika
| Sezóna  | Klub    | Liga    | Liga   | Liga | Ligové poháry | Ligové poháry | Ligové poháry | Kontinentální poháry | Kontinentální poháry | Kontinentální poháry | Celkem | Celkem |
| Sezóna  | Klub    | Soutěž  | Zápasy | Góly | Soutěž        | Zápasy        | Góly          | Soutěž               | Zápasy               | Góly                 | Zápasy | Góly   |
| ------- | ------- | ------- | ------ | ---- | ------------- | ------------- | ------------- | -------------------- | -------------------- | -------------------- | ------ | ------ |
| 1955/56 | Turín   | Serie A | 2      | 0    | -             | 0             | 0             | -                    | 0                    | 0                    | 2      | 0      |
| 1956/57 | Turín   | Serie A | 16     | 0    | -             | 0             | 0             | -                    | 0                    | 0                    | 16     | 0      |
| 1957/58 | Turín   | Serie A | 31     | 1    | IP            | 8             | 5             | -                    | 0                    | 0                    | 39     | 6      |
| 1958/59 | Bologna | Serie A | 30     | 1    | IP            | 1             | 0             | -                    | 0                    | 0                    | 33     | 1      |
| 1959/60 | Bologna | Serie A | 29     | 0    | IP            | 1             | 0             | -                    | 0                    | 0                    | 30     | 0      |
| 1960/61 | Bologna | Serie A | 26     | 0    | IP            | 1             | 0             | Stř. P               | 1                    | 0                    | 28     | 0      |
| 1961/62 | Bologna | Serie A | 30     | 0    | -             | 0             | 0             | Stř. P               | 5                    | 0                    | 35     | 0      |
| 1962/63 | Bologna | Serie A | 27     | 0    | -             | 0             | 0             | Stř. P               | 2                    | 0                    | 29     | 0      |
| 1963/64 | Bologna | Serie A | 34     | 1    | IP            | 1             | 0             | -                    | 0                    | 0                    | 35     | 1      |
| 1964/65 | Bologna | Serie A | 30     | 0    | IP            | 1             | 0             | PMEZ                 | 3                    | 0                    | 34     | 0      |
| 1965/66 | Bologna | Serie A | 27     | 1    | IP            | 1             | 0             | -                    | 0                    | 0                    | 28     | 1      |
| 1966/67 | Bologna | Serie A | 27     | 2    | IP            | 1             | 1             | Vel.P                | 7                    | 0                    | 35     | 3      |
| 1967/68 | Bologna | Serie A | 25     | 1    | IP            | 8             | 1             | Vel.P                | 7                    | 0                    | 40     | 2      |
| 1968/69 | Milán   | Serie A | 22     | 3    | IP            | 4             | 0             | PMEZ                 | 2                    | 0                    | 28     | 3      |
| 1969/70 | Milán   | Serie A | 20     | 2    | IP            | 1             | 0             | PMEZ+Int.P           | 2+2                  | 0                    | 25     | 2      |
| 1970/71 | Catania | Serie A | 26     | 1    | IP            | 3             | 1             | -                    | 0                    | 0                    | 29     | 2      |
| 1971/72 | Catania | Serie B | 30     | 2    | IP            | 4             | 1             | -                    | 0                    | 0                    | 34     | 3      |
| 1972/73 | Catania | Serie B | 34     | 0    | IP            | 4             | 0             | -                    | 0                    | 0                    | 38     | 0      |
| 1973/74 | Catania | Serie B | 23     | 0    | IP            | 4             | 0             | -                    | 0                    | 0                    | 27     | 0      |
| Celkem  | Celkem  | Celkem  | 489    | 15   | -             | 43            | 9             | -                    | 31                   | 0                    | 563    | 24     |

## Hráčské úspěchy

### Klubové
- 1× vítěz italské ligy (1963/64)
- 1× vítěz středoevropského poháru (1961)
- 1× vítěz poháru PMEZ (1968/69)
- 1× vítěz interkontinentálního poháru (1969)

### Reprezentační
- 1× na MS (1966)
- 1× na MP (1955–1960)